# Zufrittsee
Der Zufrittsee (auch Zufritt-Stausee, italienisch Lago di Gioveretto) ist ein Stausee in den Ortler-Alpen in Südtirol (Italien).
Der Stausee hat eine Fläche von 70 ha, liegt auf einer Höhe von 1850 m im Martelltal und wird vom Fluss Plima durchflossen. Das Stauvolumen beträgt 19,6 Mio. m³.
Der im Nationalpark Stilfserjoch liegende Stausee dient der Energiegewinnung. Das zugehörige Wasserkraftwerk befindet sich bei Laas.